# کوواچویتسا
کوواچویتسا (به بلغاری: Kovachevitsa) یک منطقهٔ مسکونی در بلغارستان است که در شهرستان گارمن واقع شده‌است.
 کوواچویتسا ۱۱۷٬۰۶ کیلومتر مربع مساحت و ۳۵ نفر جمعیت دارد.